# San Julián de los Prados
La basílica de San Julián de los Prados o Santullano (en asturiano: Santuyano), es una iglesia prerrománica de principios del IX que se encuentra en Oviedo (Principado de Asturias), siendo una de las principales muestras del arte asturiano. La iglesia está dedicada a los santos mártires Julián y Basilisa.
Fue declarada Monumento Histórico Artístico en junio de 1917 y Patrimonio de la Humanidad el 2 de diciembre de 1998.

## Construcción
Su fecha exacta de construcción no ha llegado a nuestros días pero inicia en el s. IX, se sabe que su construcción fue ordenada por Alfonso II El templo está dedicado a los santos mártires egipcios Julián y Basilisa y se hizo sobre el siglo IX.

## Arquitectura

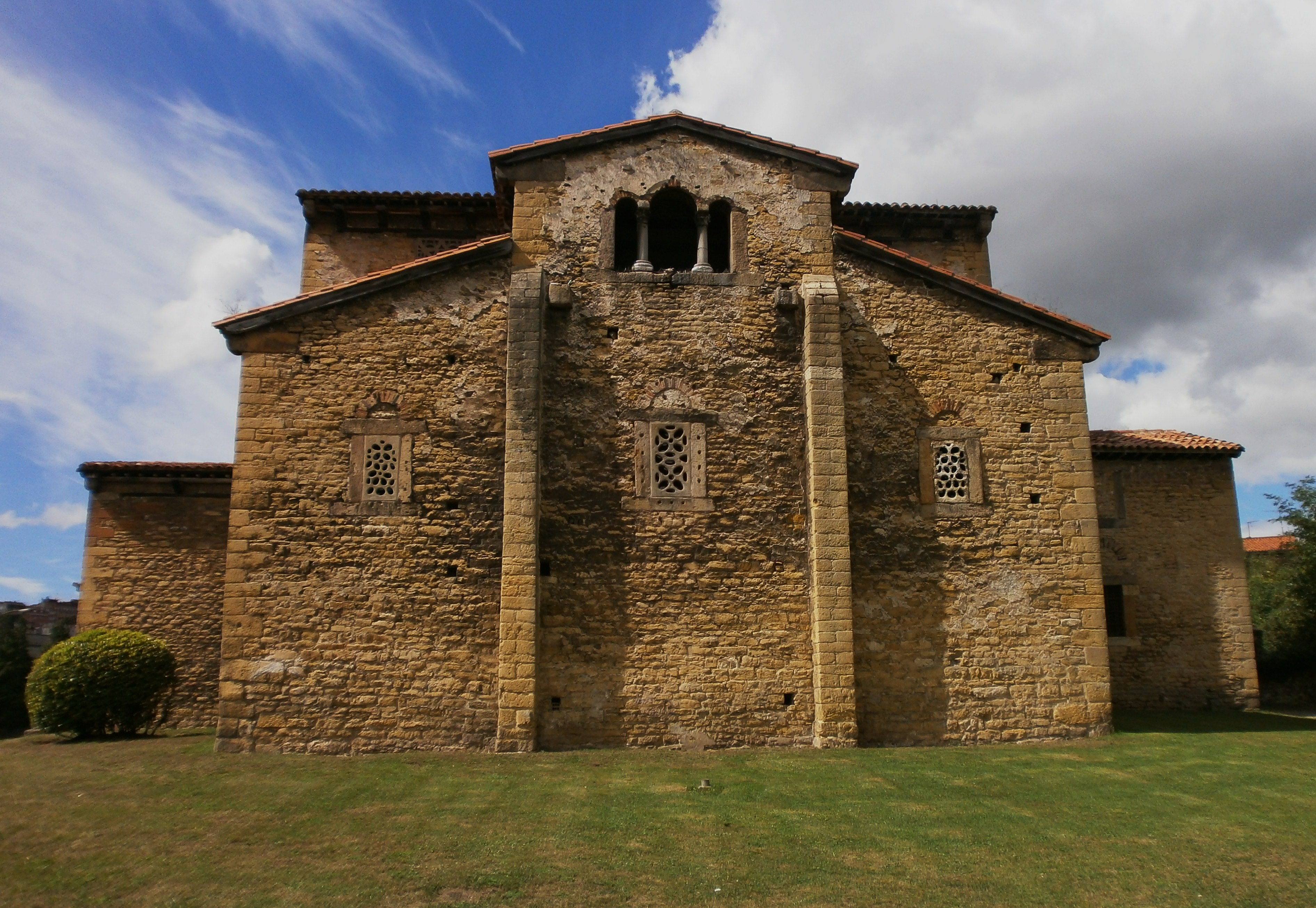
Ábside de la iglesia

Es un templo espacioso que presenta claramente definidos los caracteres propios de este estilo. Tiene planta basilical de tres naves, separadas por pilares cuadrados que sostienen arcos de medio punto y presenta un transepto con un alzado remarcado. El iconostasio, que separa la parte reservada al clero, del resto del templo, presenta una remarcable similitud con un arco triunfal.
Destaca de este templo su grandiosidad y su originalidad que se aparta de modelos visigodos. Pero sin duda, lo que más atrae de este templo es su decoración pictórica, con pinturas al fresco siguiendo la técnica bizantina, en tres cuerpos superpuestos, anicónicas, con decoración arquitectónica, de claro influjo romano. Se trataría más bien de un templo monástico y no palatino, si bien se reservaba para el rey una tribuna en el transepto.
De las tres entradas al templo hoy en día dos están tapiadas.

## Decoración

### Escultórica
La decoración escultórica que ha perdurado hasta nuestros días se reduce a los capiteles de mármol en los que descansan los arcos de medio punto. Existen también dos losas de mármol labradas con figuras geométricas de forma hexagonal y motivos florares que hoy en día se encuentran el la capilla central.

### Pictórica
La decoración pictórica es el elemento de mayor importancia que se puede ver en la iglesia. Se trata sin duda de la más importante, tanto en extensión, conservación, como variedad de iconos representados de su época en toda Europa occidental.

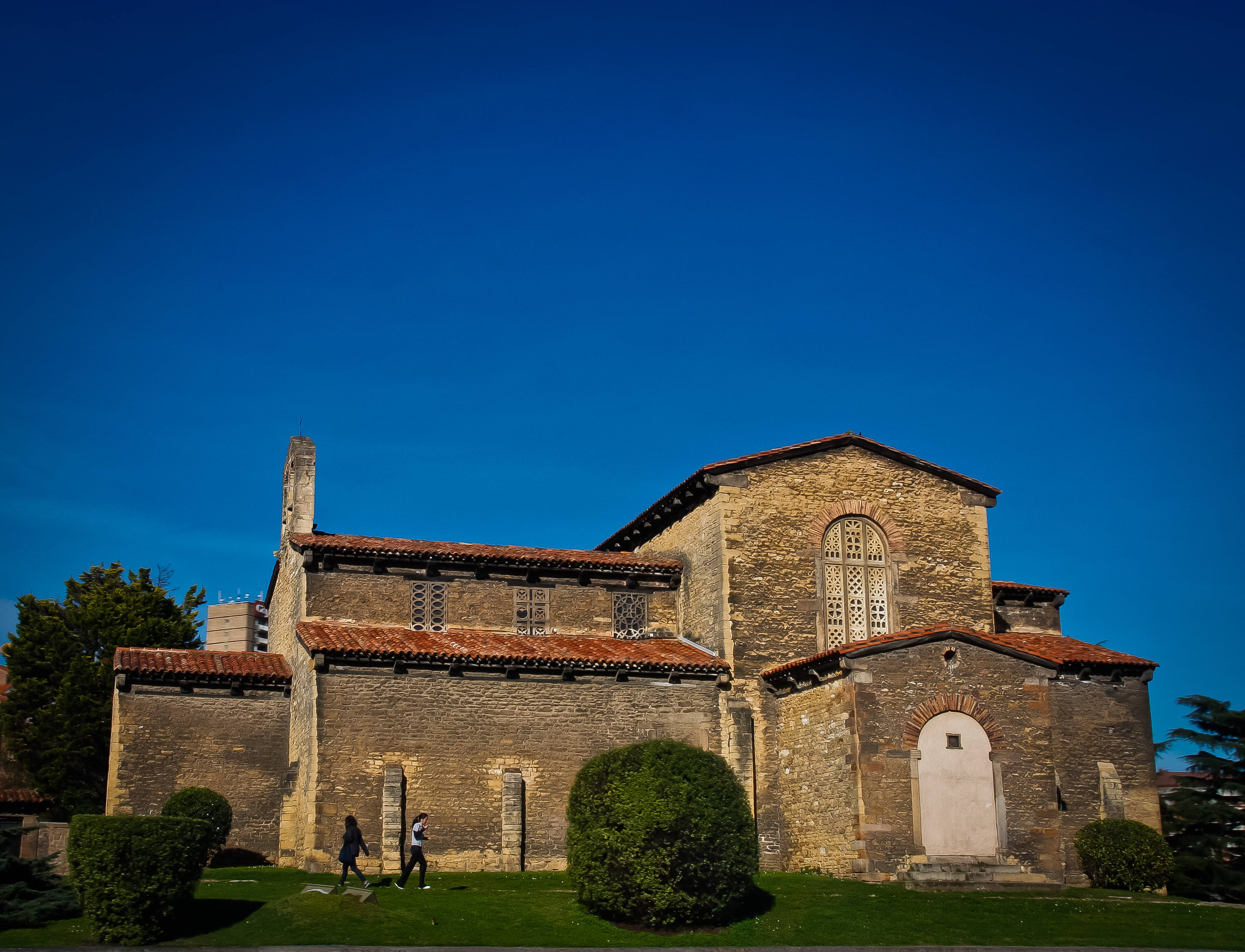
Fachada sur de San Julián.

## Iconografía

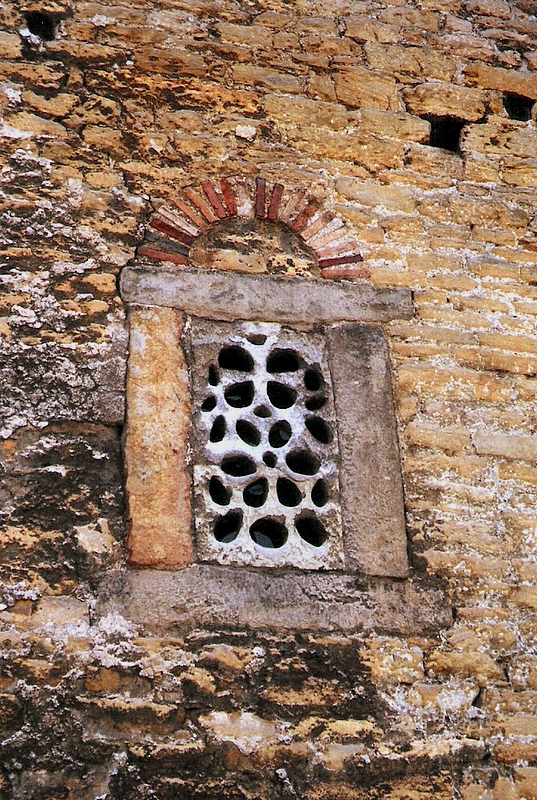
Ventana original.

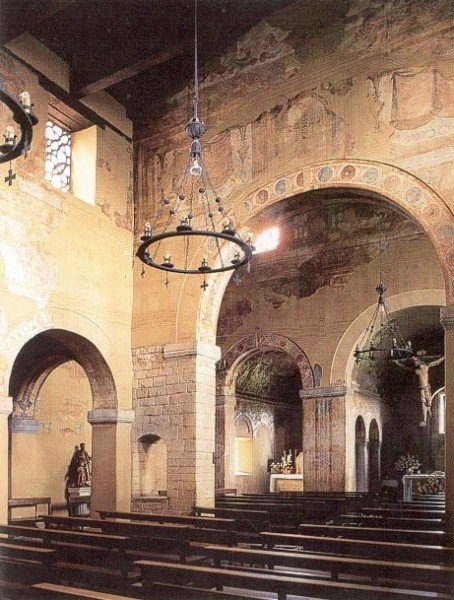
Interior del templo.

En estas pinturas al fresco se aplica una técnica de tradición romana (sobre capas de mortero de cal y arena se aplican los pigmentos, como una derivación de la técnica romana, para crear los motivos decorativos). El programa iconográfico se encuentra en la nave central y el transepto.
- En primer lugar se encuentra el 'basamento de las pinturas en las que se puede apreciar una labor de albañilería (mármol y marquetería).
- En el registro central hay pinturas en perspectiva con la representación del interior de pequeños edificios.
- En el nivel más elevado se ven reproducciones de palacios que se alternan con las ventanas.
- En el muro oriental y occidental se representa una cruz (adornada con piedras preciosas y perlas y pendiendo de ella una alfa y una omega que simboliza el poder de Dios como principio y final de todo).
- En la parte superior se encuentran los modillones y en el muro occidental y oriental hay unos recipientes para flores (que proceden de una tradición primitiva).

Aparece un concepto anicónico de la pintura en el que no hay representaciones figuradas y la decoración corresponde al gusto del comitente o mecenas.
Manuel Gómez-Moreno relacionó este aspecto anicónico con el rechazo de España a las representaciones figuradas, ya que a partir del siglo IVconcilio de Elvira España se declara anicónica.